# 月瀬村
月瀬村（つきせむら）は熊本県玉名郡にあった村。現在の玉名市の北部、菊池川右岸、和水町中心部の対岸にあたる。

## 地理
- 河川：菊池川

## 歴史
- 1889年（明治22年）4月1日 - 町村制の施行により、青木村・溝上村・箱谷村・月田村の区域をもって発足。
- 1954年（昭和29年）4月1日 - 玉名町・築山村・滑石村・大浜町・豊水村・八嘉村・梅林村・小田村・玉名村・石貫村・伊倉町と合併して玉名市が発足。同日月瀬村廃止。